# 阿原村
阿原村（あわらむら）は、愛知県西春日井郡にかつてあった村。現在の清須市阿原に該当する。

## 沿革
- 明治22年（1889年）10月1日 - 町村制の施行により、阿原村が単独で自治体を形成。
- 明治39年（1906年）4月1日 - 新川町・桃栄町・寺野村と合併して改めて新川町が発足。同日阿原村廃止。